# Болотово
Бо́лотово (рос. Болотово) — село у складі Стрітенського району Забайкальського краю, Росія. Входить до складу Верхньо-Куенгинського сільського поселення.

## Населення
Населення — 210 осіб (2010; 265 у 2002).
Національний склад (станом на 2002 рік):
- росіяни — 100 %